# Avis Acres
Avis Acres   (Wellington, 26 de març de 1910 - Tauranga, 15 d'octubre de 1994) nom artístic de Thyra Avis Mary Acres (nascuda McNeill) va ser una artista, escriptora, il·lustradora i conservacionista neozelandesa.

## Biografia
Avis Acres va néixer a Wellington, Nova Zelanda, el 26 de març de 1910, la més gran de quatre germans. El 1913 es va traslladar a Auckland amb els seus pares. Va assistir a St Cuthbert's College a Auckland des del 1915 fins al 1924, quan la dificultat econòmica familiar va obligar Acres a obtenir una feina per escriure targetes de presentació per a botigues. Posteriorment va treballar a l'oficina d'un arquitecte, copiant dibuixos. Animada pel seu pare que va reconèixer el seu talent per al dibuix, Avis va assistir a classes nocturnes per aprendre a dibuixar a ploma i tinta a la Druleigh School of Art de Queen Street. Van ser aquestes lliçons les que li van donar la confiança per escriure la seva primera sèrie de dibuixos animats, The Adventures of Twink and Wink, the Twinkle Twins, publicada per Auckland Star.
A vint anys, juntament amb una amiga, Nora Spence, Avis va dirigir un negoci amb èxit pintant decoracions en mobles.
Avis es va casar amb George Audley Johnston Acres (anomenat Bob, per Bob Acres) el 14 d'agost de 1935. La parella va comprar una granja d'aviram als afores de Hamilton i va anomenar la seva nova propietat “The Acreage”. Avis era activa a la comunitat anglicana local, al partit nacional de Nova Zelanda i a la societat Plunket. Durant aquest període va prendre classes de pintura a l'oli d'Ida Carey.
El 1950, Avis i Bob es van traslladar a Taupō, creient que el clima allà seria millor per a la salut de Bob, ja que patia malalties respiratòries des dels 18 anys. Es van traslladar diverses vegades més, primer a Levin, després a Te Horo i finalment a Tauranga.
Avis va morir el 15 d'octubre de 1994, no va tenir fills.

## Vida professional
Acres és més coneguda per la seva historieta sobre dues fades de pohutukawa, Hutu i Kawa, que es va publicar setmanalment a la pàgina infantil del New Zealand Herald des de setembre de 1950 fins a juliol de 1960 i com a tres llibres d'A.H. & A.W. Reed. Acres es va inspirar per crear Hutu i Kawa després de llegir The Gum Nut Babies de l'autora i il·lustradora australiana May Gibbs i creient que podia tenir èxit amb un equivalent local. La sèrie Hutu and Kawa va ser reeditada el 1990 per Heinemann Reed.
El 1956 Acres va publicar Opo the Gay Dolphin, un llibre il·lustrat basat en la història real d'Opo, un dofí mular que vivia a la ciutat d'Opononi.
Des del novembre de 1978 fins al maig de 1984 va escriure i il·lustrar una columna per a nens, Birds I Have Met, a la revista mensual Forest and Bird. També va escriure històries sobre un cavall anomenat Dick per a la revista Horse and Pony.
Acres va escriure fulletons d'estudi de la naturalesa educativa, publicats per Reed per al seu ús a les escoles.
Tot i que les seves històries sobre Hutu and kawa incorporaven elements de fantasia, les representacions d'Acres sobre la flora i la fauna de Nova Zelanda van ser dibuixades realísticament. Els llibres van comunicar la forta ètica de conservació i la comprensió de Avis sobre qüestions ecològiques, com ara l'impacte de les plagues introduïdes sobre el medi ambient autòcton.

## Obres seleccionades
- The Adventures of Hutu and Kawa (1955)
- Hutu and Kawa Meet Tuatara (1956)
- Opo the Gay Dolphin (1956)
- Hutu and Kawa Find an Island (1957)